# East European Comic Con
East European Comic Con este o convenție, organizată anual în București, România . Este cel mai important eveniment din Europa de Est dedicat fanilor benzilor desenate, animeuri, jocuri video, precum și seriale TV și filme. D

## Evenimente
Vizitatorii pot participa la concursuri, proiecții video și sesiuni speciale cu celebrități de filme și benzi desenate, precum și să cumpere produse specifice acestui tip de eveniment. 
Cele mai cunoscute concursuri sunt cele de costume Cosplay și Quiz. Concursul de costume Cosplay are participanții care joacă o piesă scurtă în timp ce poartă costumul unui personaj dintr-un comic, joc video, animație sau film, în timp ce imită gesturile și comportamentele personajului. Concursul Quiz este axat pe anime, manga, seriale TV, benzi desenate și jocuri video. O parte importantă a evenimentului este reprezentată de expozanții și competițiile de jocuri video de pe consolă. EECC este cel mai mare eveniment de jocuri din România. 

## Istoric
East European Comic Con a început în primăvara anului 2013. La prima ediție, EECC a adunat cu succes peste 9.000 de „geeks”. A deschis ușa unor parteneriate și prietenii fructuoase. Timp de două zile, fanii au putut participa la un concurs Cosplay, la Concursul LOL, la concursul de Quiz și la concurs de ilustrații și au putut vorbi cu artiștii sau să vadă o parte diferită a actorilor preferați. Victor Drujiniu - artist pentru DC Comics și Dark House, și Remus Brezeanu - artistul The End of Times of Bram & Ben, și Puiu Manu - unul dintre cei mai buni artiști de benzi desenate românești, au fost unii dintre cei 22 de artiști prezenți la EECC 2013. 
| Datele                | Locație                                 | prezență | Invitați oficiali pentru comic-Con | gazdele                       | notițe |
| --------------------- | --------------------------------------- | -------- | --- | ----------------------------- | ------ |
| 30-31 mar 2013        | Palatul National al Copiilor, București | 9.400    | John Rhys-Davies, Finn Jones, Victor Drujiniu, Remus Brezeanu, Johan Rasmus (Shookie), Vanessa (Paine Cosplay), Manuel D'Andrea, Enji Night, Okkido, Kana Cosplay, SolidSnake, Raymond Seregi, Costin Benescu, Butuc Laurentiu, Chelaru Bogdan, Cristian Dârstar, Dezarticulat, Puiu Manu, Dan Michiu, Robert Matei, Roman Giorge, Sava Valentin, Serghie Adrian, Alex Tamba, Ivan Alin, Grăjdeanu Mihai, Drob Timotei, Dragomir Raluca, Dima Maximilian | Johan Rasmus                  |        |
| 9–11 mai 2014         | Romexpo, București                      | 22.000   | Jason Momoa, Mark Sheppard, Natalia Tena, Ian Churchill, Yaya Han, Kamui Cosplay, Giada Robin, CreativeMonkeyz, Sector 7, DoZa De Haș, 10 Lucruri | Johan Rasmus și Ken Huegel    |        |
| 8-10 mai 2015         | Romexpo, București                      | 30.240   | Manu Bennett, Robert Knepper, John Noble, Osric Chau, Kristian Nairn, Dan Starkey (actor), Vsauce, CreativeMonkeyz, Sector 7 | Maria Muller și Ken Huegel    |        |
| 27–29 mai 2016        | Romexpo, București                      | 38.000   | Mark Pellegrino, Charles Dance, David Anders, Sylvester McCoy, Daniel Portman, Gemma Whelan | Maria Muller și Ken Huegel    |        |
| 05–7 mai 2017         | Romexpo, București                      | 45.000   | Craig Parker, Tom Wlaschiha, Nathaniel Buzolic, Christopher Judge, Ellie Kendrick, Jefferson Hall (actor) | Maria Muller și Ken Huegel    |        |
| 18–20 mai 2018        | Romexpo, București                      | 48.000   | Daniel Gillies, Jim Beaver, Andrew Scott (actor), Chris Rankin, Gethin Anthony, Staz Nair | Maria Muller și Ken Huegel    |        |
| 24–26 mai 2019        | Romexpo, București                      | 52.000   | Manu Bennett, Vladimir Furdik, Adam Brown, Nicholas Brendon, Carice Van Houten, Paul Wesley | Staz Nair și Ken Huegel       |        |
| 18-20 octombrie 2019  | BT Arena, Cluj-Napoca                   | 23.000   | Rick Cosnett, Kevin McNally, Alexander Ludwig, Manu Bennett, David Nykl, Vladimir Furdik | Maria Muller și Ken Huegel    |        |
| 26–29 august 2021     | Romexpo, București                      | -        | Itziar Ituño, Ed Westwick, Anna Shaffer, John Romero | Maria Muller și Ken Huegel    |        |
| 26–28 august 2022     | Romexpo, București                      | 52.500   | Ross Marquand, Clive Standen, Graham McTavish, Simon Merrells, Kevin McNally, Inbar Lavi | Maria Muller                  |        |
| 19–21 mai 2023        | Romexpo, București                      | 53.000   | Tony Amendola, Dylan Sprayberry, Alexander Calvert, Dan Fogler, Stefan Kapicic, Eugene Simon | Toby Sebastian                |        |
| 25–27 august 2023     | Palatul Culturii, Iași                  | 14.230   | Sebastian Roche, Luka Peros, Nikola Djuricko, Manu Bennett | Naomi Grossman                |        |
| 1–3 septembrie 2023   | Arena Nationala, București              | 50,250   | Osric Chau, Greg Austin (actor), Tom Wlaschiha, Alfred Enoch, Dean-Charles Chapman, Manu Bennett, Mecia Simson | Ian Beattie și Tom Canton     |        |
| 19–21 aprilie 2024    | Romexpo, București                      | 56,000   | Myanna Buring, Jacob Dudman, Alexander Vlahos, Adrian Rawlins, Jack Gleeson | Andrew Horton                 |        |
| 13-15 septembrie 2024 | Arena Nationala, București              | 55,000   | Clinton Liberty, Mark Sheppard, Jamie Campbell Bower, George Blagden | Toby Sebastian și Greg Austin |        |
| 25–27 aprilie 2025    | Romexpo, București                      |          | Sujaya Dasgupta, Charles Edwards, Daniel Gillies, Josha Stradowski | Sam Phillips și Rupert Young  |        |

## Legături externe
- Site web oficial